# Lijfje

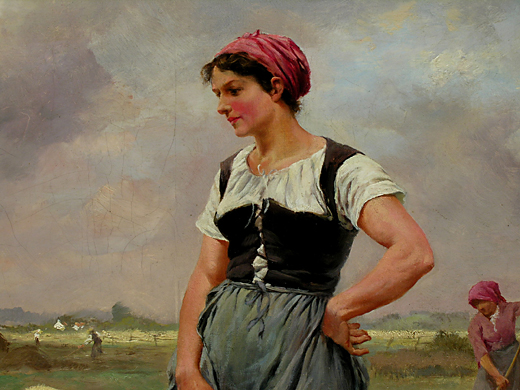
Een boerin in lijfje, bloes en rok op een 19e-eeuws schilderij van Julien Joseph, België

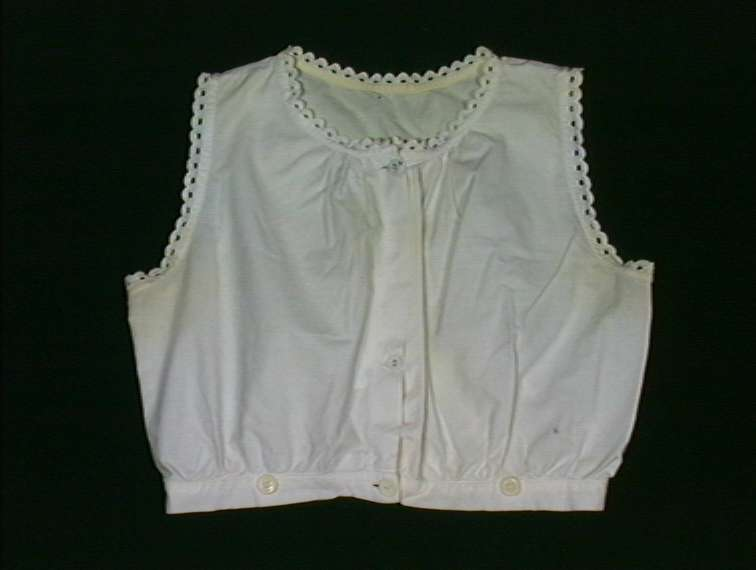
Een historisch Noors lijfje met knoppen

Een lijfje is een kledingstuk voor vrouwen. Een  19e-eeuwse benaming is corsage, maar dat heeft tegenwoordig een andere betekenis. 
Een lijfje was een kledingstuk dat vrouwen van de 16e tot en met de 18e eeuw droegen. Dat kledingstuk bestond uit twee delen die met veters rond de romp werden gespannen. Het lijfje – corselet in het Frans – reikte van de schouders tot de heupen. Het had geen mouwen en had een relatief diepe halsuitsnijding. In tegenstelling tot een korset, dat een gelijkaardige opbouw kent, werd een lijfje steeds als bovenkleding gedragen.
Tegenwoordig is een lijfje het nauw aansluitende bovenstuk van een jurk. Het onderste deel is de rok. Lijfje en rok kunnen ook aparte kledingstukken zijn. Dat is bijvoorbeeld het geval bij het balletkostuum, de tutu. In heel wat historische kledij waren lijfje en rok twee losse kledingstukken die men in elkaar kon haken, wat de combinatie van een strak lijfje met een volumineuze rok toeliet. 
In Vlaanderen kan 'lijfje' ook op een onderhemd of onderlijfje slaan.